# Castilleja falcata
Castilleja falcata är en snyltrotsväxtart som beskrevs av Eastwood. Castilleja falcata ingår i släktet målarborstar, och familjen snyltrotsväxter. Inga underarter finns listade i Catalogue of Life.